# Dicranomyia (Dicranomyia) brookesi
Dicranomyia (Dicranomyia) brookesi is een tweevleugelige uit de familie steltmuggen (Limoniidae). De soort komt voor in het Australaziatisch gebied.